# Jyske Bank Arena
 For alternative betydninger, se Arena.
Jyske Bank Arena (tidligere Sparekassen Fyn Arena og Arena Fyn og ) er en sports- og koncertarena beliggende i Odenses sydøstlige udkant i tilknytning til Odense Congress Center. Arenaen er på 8.500 m² og har plads til 4.000 tilskuere ved sportsbegivenheder og 5.000 ved koncerter, hvor gulvet tages i brug.
Arenaen er som et af de første større byggeprojekter af sin art opført i et offentligt-privat partnerskab mellem Odense Sport & Event, Odense Kommune og Fyns Amt. MT Højgaard var totalentreprenør på byggeriet, der kostede 90 mio. kr. at opføre.
Aftalen om byggeriet blev indgået i efteråret 2005, og allerede i marts 2007 stod hallen færdig. Arenaen blev officielt indviet i oktober 2007. Kort tid efter gav det skotske band Travis koncert i arenaen. Den anvende også til sportsarrangmenter, bl.a. Nordea Danish Open, ligesom Odense GOG har haft hjemmebane i arenaen.
Sportsudstyrskæden Stadium har sponsoreret arenaen siden juni 2010.